# Luís Filipe Nascimento Madeira
Luís Filipe Nascimento Madeira (Alte, 30 de setembro de 1940) é um político português.

## Biografia
Foi Secretário de Estado do Turismo no I Governo Constitucional.
Foi Governador Civil do Distrito de Faro entre 16 de Agosto de 1974 e 17 de Abril de 1975.
Foi Deputado à Assembleia Constituinte (1975-1976) e à Assembleia da República entre 1976 e 1999.
Foi Eurodeputado ao Parlamento Europeu entre 1986 e 1989.
É pai da deputada e ex-Secretária de Estado Jamila Madeira.